# Nina Brunner
Nina Brunner, née Betschart le 14 octobre 1995 à Steinhausen dans le canton de Zoug en Suisse, est une beach-volleyeuse suisse.

## Biographie
Née le 14 octobre 1995 à Steinhausen, Nina Betschart commence le volley-ball dans le club local, atteignant la deuxième division suisse, avant de créer une paire de beach-volley avec sa coéquipière Nicole Eiholzer. Cette paire remporte cinq titres de championnes de Suisse jeunesse entre 2008 et 2012. En 2011, les deux Zougoises remportent la médaille d’argent aux championnats d’Europe des moins de 18 ans. Cette même année, Nina Betschart devient championne du monde des moins de 21 ans avec Joana Heidrich. L’année suivante, elle gagne à nouveau ce titre, en compagnie d’Anouk Vergé-Dépré. Ces deux titres permettent à Betschart de figurer dans l’équipe désignée « Équipe espoir de l’année » par l'Aide sportive suisse (de) en 2011 et 2012,.
En 2013, elle retrouve Eiholzer, avec qui Betschart termine à la cinquième place des championnats du monde des moins de 19 ans et des moins de 20 ans, avant de remporter le titre de championnes d'Europe des moins de 20 ans. Ces résultats permettent à Betschart de gagner une troisième de rang le titre d'équipe de l’année de l’Aide sportive suisse. L’année suivante, la paire Eiholzer/Betschart conserve ce titre, avant de remporter, en 2015, le tournoi féminin des Jeux européens.
Au terme de cette saison 2015, la paire Eiholzer/Betschart se sépare, Betschart faisant désormais binôme avec Tanja Hüberli, ancienne vice-championne d’Europe en 2014 avec Tanja Goricanec. En 2016, avec sa nouvelle partenaire, Betschart monte sur le premier podium de sa carrière sur le World Tour à Klagenfurt.
En 2018, Betschart et Hüberli remporte la médaille d’argent des championnats d’Europe.
Le duo est sacré champion d'Europe en 2021 à Vienne et médaillé d'argent aux Championnats d'Europe 2022 à Munich.